# De viool van Varazdina
De viool van Varazdina is het 110e stripverhaal van Jommeke. De reeks wordt getekend door striptekenaar Jef Nys.

## Verhaal
Professor Gobelijn krijgt een vriend op bezoek. Hij vertelt over Varazdina, een talentvolle violiste, die de meest wonderbare klanken uit haar viool haalt. De viool heeft echter elk jaar nieuwe snaren nodig. Zeldzame snaren, gemaakt van de haren van een eland. De broer van Varazdina is stikjaloers op zijn zus. Want de eigenaar van de viool kan koning worden. Gobelijn en onze helden trekken naar het land van de elanden om de nodige haren voor de snaren te verzamelen.
De gemene broer van de violiste ruikt zijn kans.